# La Pellerine (Mayenne)
Pellerine – miejscowość i gmina we Francji, w regionie Kraj Loary, w departamencie Mayenne.
Według danych na rok 1990 gminę zamieszkiwało 321 osób, a gęstość zaludnienia wynosiła 39 osób/km² (wśród 1504 gmin Kraju Loary Pellerine plasuje się na 969. miejscu pod względem liczby ludności, natomiast pod względem powierzchni na miejscu 1079.).